# Melanephia melanophaes
Melanephia melanophaes är en fjärilsart som beskrevs av George Thomas Bethune-Baker 1911. Melanephia melanophaes ingår i släktet Melanephia och familjen nattflyn. Inga underarter finns listade i Catalogue of Life.